# Alethinophidia
Alethinophidia — найбільший інфраряд змій. Має 2 надродини, 16 родин, 391 рід, близько 3200 видів.

## Опис

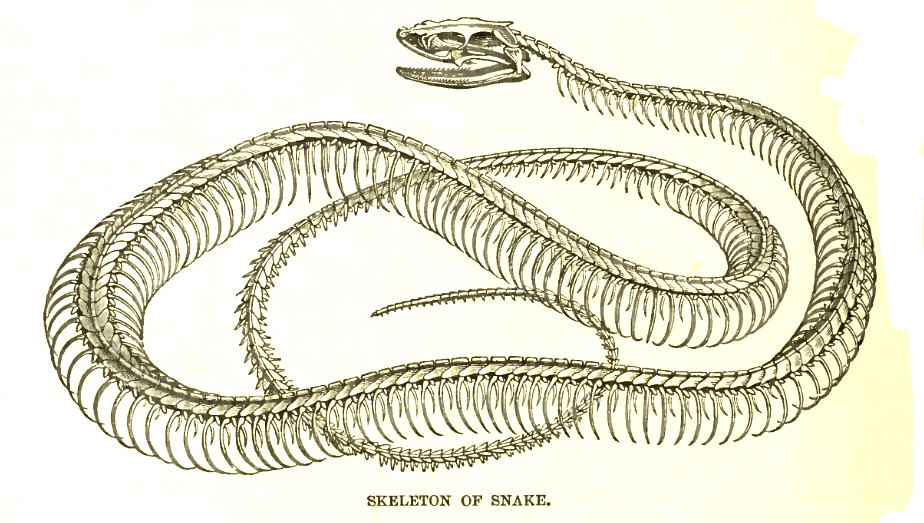
Скелет змії

Розміри представників цього інфраряду сильно коливається — від 10 см до 11 м. Будова досить різноманітна: за структурою скелету (кістяка, черепа, щелеп, розташування зубів, їх розміри), голови (широка, вузька, з різними виростами), внутрішніх органів (зокрема розвиненість легенів), зору (розташуванні очей, видів зіниць — горизонтальний, вертикальний. круглий). Луска гладенька або з кілями, шипиками різного ступеню (слабко, сильно, частково). У більшості є розширений анальний щиток.
Забарвлення дуже різноманітне, усіх кольорів з різнобарвним малюнком.

## Спосіб життя
Трапляються в усіх біотопах. Зустрічаються високо у горах, живуть лише у морські або прісній воді, на суходолі або деревах. Лише представники двох родин значну частину життя проводять у шарі ґрунту (земляні удави та земляні гадюки). Харчуються від дрібних безхребетних до ссавців великого розміру. Частина цих змій вбиває здобич за допомогою отрути, інша задушенням.
Це яйцекладні, яйцеживородні та живородні змії.

## Розповсюдження
Мешкають на усіх континентах, окрім Антарктиди.

## Надродини та родини
- Надродина Нижчі змії

- Родина Валикові змії
- Родина Карликові циліндричні змії
- Родина Удавові
- Родина Болиєріди
- Родина Циліндричні змії
- Родина Двоколірні змії
- Родина Пітони
- Родина Земляні удави
- Родина Щитохвості змії
- Родина Променисті змії

- Надродина Вищі змії

- Родина Бородавчасті змії
- Родина Земляні гадюки
- Родина Вужеві
- Родина Аспідові
- Родина Гадюкові
- Родина Pareatidae